# Lilith (Gemälde)
Lilith ist der Titel eines Gemäldes des britischen Malers John Collier (1850–1934). Ursprünglich in der Bootle Art Gallery befindlich, gehört das 1887 im Stil der Präraffaeliten geschaffene Werk mit den Maßen 1,94 m × 1,04 m seit den 1970er Jahren zur Sammlung der Atkinson Art Gallery in Southport. Der Gegenstand des Bildes geht auf die mythologische Gestalt der Lilith zurück.

## Das Gemälde
Collier stellte Lilith als goldhaarige, porzellanhäutige Nackte dar, die den Kopf einer züngelnden Schlange kost, die ihren Körper leidenschaftlich umschlingt. Vor dem Hintergrund eines düsteren, braun-grünen Urwaldes steht eine unbekleidete Frauengestalt, deren blasse Haut und über den Rücken fallendes, langes blondes Haar einen starken Kontrast zum Wald bildet. Kopfhaltung und Blick sind abgewandt vom Betrachter auf den auf ihrer Schulter ruhenden Schlangenkopf konzentriert. Die Schlange umgibt ihren Körper in mehreren Windungen, angefangen um ihre eng beieinanderstehenden Knöchel über das Knie bis zu ihrem Unterleib, den sie dadurch verdeckt. Lilith stützt im Bereich ihres Oberkörpers mit ihren Händen den Schlangenleib, so dass der Schlangenkopf sich über ihre rechte Schulter bis zu ihrer Kehle legen kann. Liliths Kopf ist zur Schlange geneigt, ihre Wange schmiegt sich an das Tier. Die Brauntöne des Schlangenleibes heben sich von dem bleichen Frauenkörper ab, greifen aber die Farbgestaltung des umgebenden Urwaldes auf. Collier stellte seinem Gemälde Dante Gabriel Rossettis Gedicht Lilith oder Body’s Beauty aus dem Jahr 1868 bei, in dem Lilith als die Hexe, die Adam vor Eva liebte, beschrieben wird. Ihre prachtvollen Locken gaben der Welt „ihr erstes Gold“, aber ihre Schönheit war eine Waffe, und ihre Reize waren tödlich.
The British Architect beschrieb das Werk 1887: „Hier ist eine nackte Frau, deren üppige, runde Form höchst anmutig dargestellt ist, von einer großen Schlange umgeben, deren dickster Teil sie horizontal kreuzt und in zwei Hälften schneidet; ihr Kopf gleitet an ihrer Brust hinab, und sie scheint ihn in engeren Windungen an sich zu ziehen. Der Hintergrund ist eine grobe Art von Grün, abstoßend und abscheulich“.

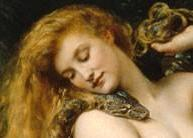
Detail

Das Metropolitan Museum of Art formulierte im Ausstellungskatalog 2004 zum Werk: „John Collier gab seiner Lilith eine präraffaelitische Frisur aus üppigen, frei fallenden kastanienbraunen Locken, die im Kontrast zu den modisch kontrollierten Frisuren der Zeit stand. Ihre Taille ist unnatürlich eingezwängt, obwohl sie kein Korsett trägt. Er hat die geschmeidige, milchige Oberfläche ihrer Haut gegen die schleimige, gesprenkelte Form einer riesigen Schlange gesetzt“, […] „die sich an ihren Hals schmiegt, während sie ihre Wange in unziemlicher Intimität an sie lehnt.“ „Die Schlange windet sich gefährlich um Liliths Gestalt, doch Lilith wirkt nicht, als fühle sie sich bedroht oder wäre abgestoßen.“

## Ausstellungen und Rezeption
1880er Jahre
Als John Collier sein monumentales Gemälde der Öffentlichkeit präsentierte, erntete er mehrheitlich große Anerkennung, angefangen mit der Londoner Ausstellung der Royal Academy of Arts von 1887.
Anlässlich der elften Sommershow der Londoner Grosvenor Gallery 1887 befand das Magazin The Photographic News, die Aktstudie der Lilith sei von beachtlichem Wert. Im Ausstellungskatalog selbst ist vermerkt, das Werk lohne das genaue Betrachten hinsichtlich des handwerklichen Könnens und Fingerspitzengefühls, beachtenswert sei auch die malerische Ausführung der Schlange. Das Magazin The British Architect bedauerte, dass nur wenige so malen können, und die Anzahl derjenigen, die fähig wären, die Schlange so zu malen, lasse sich an einer Hand abzählen.
Das Journal The Athenaeum urteilte, Collier habe einen riskanten Vergleich provoziert, indem er seinem Gemälde Dante Gabriel Rossettis Gedicht Lilith beistellte. Seine Lilith zeige ein robustes Modell von etwa 25 Jahren, aufrecht stehend, nackt, die Arme vor dem Körper verschränkt, das den Kopf leicht zu einer Seite neigt, so dass ihr hellgelbes Haar wie ein Mantel über ihren Rücken fällt. Sie ist umschlungen von einer monströsen Schlange, die sich um sie windet und ihren Kopf über ihre Schulter schiebt. Die Frauenfigur sei großartig gemalt, gründlich durchdacht, sorgfältig gearbeitet, erinnere aber eher an Salambo. Als eine sachkundige Studie sei sie höchst lobenswert, aber keinesfalls handele es sich um Rosettis mystische Dämonin, rosig, lieblich, amourös und teuflisch.
The Spectator bescheinigte dem Bild eine detailgetreue, handwerklich gekonnte und realitätsnahe Darstellung, die aber dazu führe, dass „irgendwie alle Poesie und jegliches Gefühl in der Ausführung entglitten seien“ und betonte, dass generell jede Aktmalerei, „die nur das Oberflächliche des Körpers zu verwirklichen trachtet, und zwar in realistischer Weise, schlechte Kunst sein müsse“, wenn sie uninspiriert von Gefühlen und Gedanken gemalt worden sei. Ähnlich äußerte sich The Literary World, die Colliers Lilith zwar deutlich hübsch, aber zu naturalistisch und allzu nüchtern fand.
Das Bild war ebenfalls in der 17. Herbstausstellung der Walker Art Gallery in Liverpool von September bis Dezember 1887 zu sehen.
Spätere Rezeption
In der Ausstellung im Jahr 2004 Wild: Fashion Untamed des Metropolitan Museum of Art in New York wurde das Gemälde zeitgenössischen Designentwürfen gegenübergestellt.
Die Ausstellung ging der Frage nach, wie „die physischen und sexuellen Eigenschaften von Tieren Ideale von Weiblichkeit definiert haben“. Sie präsentierte eine „historische und kulturübergreifende Untersuchung der Besessenheit des Menschen vom Animalischen, die sich in der Kleidung ausdrückt“ und erforschte auch „dunklere Beziehungen zwischen Animalismus und weiblicher Sexualität. Thematisch wird auf Mythen und Legenden eingegangen, wie die von Lilith, Medusa und den Sirenen, die Bilder von Frauen als göttliche Matriarchin und sexuelles Raubtier kombinieren.“
2016 war es anlässlich der Ausstellung Geschlechterkampf. Franz von Stuck bis Frida Kahlo zu männlichen und weiblichen Identitäten bzw. zum Wandel der Geschlechterrollen seit Beginn der ersten Frauenbewegung im 19. Jahrhundert bis zum Ende des Zweiten Weltkriegs im Frankfurter Städel Museum zu sehen. Aufgezeigt wurde, wie sich gesellschaftlicher Wandel in der Darstellung in der Kunst spiegelte. Der Schwerpunkt lag auf dem Symbolismus und Surrealismus. Colliers Werk zeigt einen zugleich bedrohlichen und begehrenswerten Typ Frau, der neben der Darstellung als Lilith auch auf das Eva-Motiv hinweist.

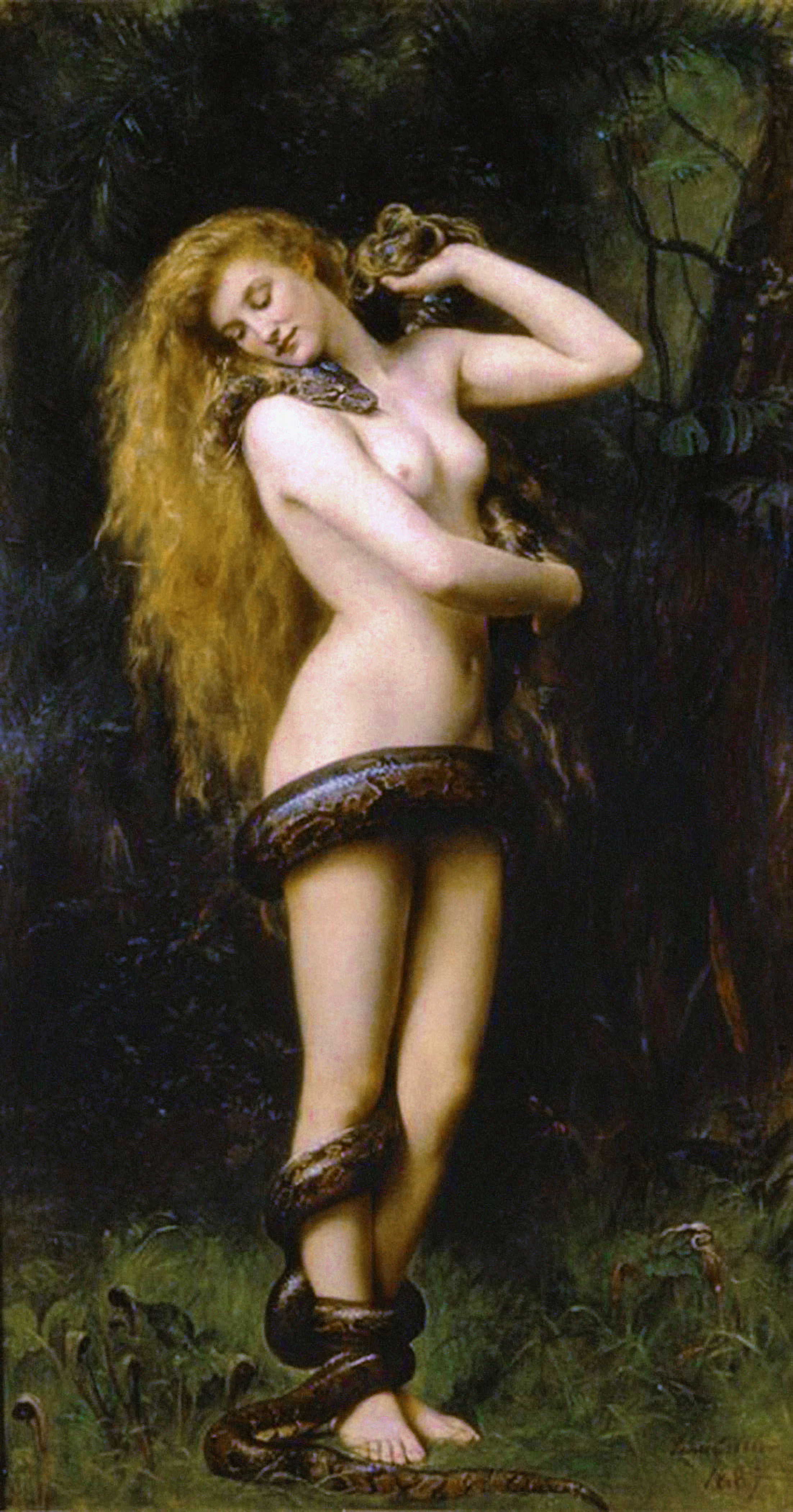
Lilith, 1887
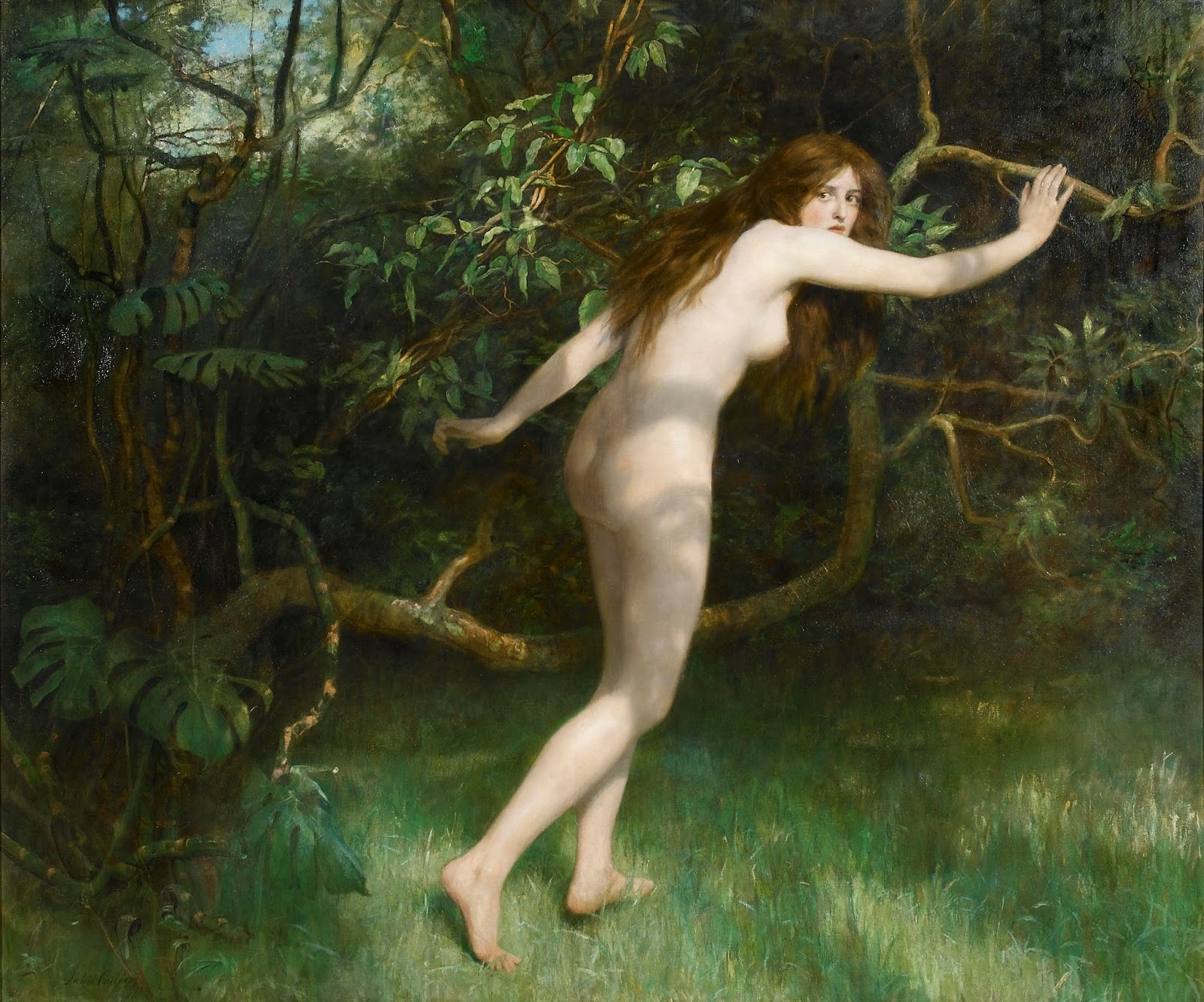
Eve, 1911

Künstler gaben Lilith zunehmend auch Evas Attribute.
Colliers Gemälde Eve aus dem Jahr 1911 ist in der Darstellung des Frauentypus und der Wildnis nicht von seiner Lilith zu unterscheiden, aber im Gegensatz zur selbstbewussten Ausstrahlung der Lilith wird Evas schreckerfüllte Flucht dargestellt. Die Germanistin und Religionswissenschafterin Kathrin Trattner schrieb 2017 im Standard, Colliers Lilith, „die auf den ersten Blick an die biblische Eva erinnern mag“, sei wahrscheinlich die bekannteste künstlerische Darstellung, die auch heute noch oftmals für Buchcover und Internetseiten Verwendung fände.
2020 war das Gemälde zentraler Blickpunkt der Ausstellung Fatal Attraction: Lilith and her Sisters der Atkinson Art Gallery in Southport, die die „Geschichte der Femme fatale und ihre Wandlung vom Symbol der patriarchalen Macht zur Heldin ihrer eigenen Geschichte“ nachzeichnet. John Colliers Lilith werde zwar nackt als Objekt der Begierde dargestellt, als klassische Femme fatale aber mit einer Schlange drapiert, gleichermaßen schön und gefährlich, um Versuchung und Sünde zu symbolisieren.
In der Ausstellung FEMME FATALE. Blick – Macht – Gender. in der Hamburger Kunsthalle wurde das Gemälde 2022 als „Prototyp einer solchen Femme fatale“ gezeigt.

## Hintergrund
John Colliers Lilith reiht sich thematisch in die Werke der Präraffaeliten ein, denen er nahestand. Mythologische Themen und Frauenfiguren waren beliebte Motive unter ihnen.
In der Zeit der Romantik gegen Ende des 18. Jahrhunderts lösten zunehmend andere weibliche Motive Eva als „Ikone der sexuellen Gefahr“ ab. In der Literatur und bildenden Kunst wurden Hybride Kreaturen und Gestaltwandler, die Männern Willen, Kraft und Leben raubten, indem sie ihr böses Wesen unter einem liebreizenden Äußeren verbargen, zunehmend Thema künstlerischer Auseinandersetzung. Parallel zur Entwicklung der Frauenbewegung gewann die künstlerische Beschäftigung mit der „destruktiven, Unheil bringenden Frau“ in ganz Europa an Bedeutung. Die Darstellungen betonten die Schuld und die Verführungskünste Evas und ihrer Nachfolgerinnen. Sie stellten sie überspitzt und einseitig als Figuren des Bösen, dar, die ihre „sexuellen Reize gezielt zur Entmachtung des Mannes“ nutzten. In der Literatur und Kunst des 19. Jahrhunderts änderte sich die Darstellung als abscheuliche Dämonin zu Gunsten der „zügellosen Verführerin“. Dichter, Literaten und Maler dieser Zeit waren fasziniert vom Frauentypus der mit magisch-dämonischen Zügen ausgestatteten, aber auch erstmals unabhängigen Femme fatale.
Oftmals gemahnten nur noch die Bildtitel an die mythologische Bedeutung, wie bei Rosettis und Colliers Lilith-Darstellungen oder der Lamia von John William Waterhouse. Goethe, Rossetti und Collier griffen zentrale Charakteristika der Lilith aus der jüdischen Mythologie auf. Zu einer feministischen Lesart, die Lilith zu einem Symbol weiblicher Unabhängigkeit im jüdischen Feminismus aufstiegen ließ, kam es erst in den 1960er und 1970er Jahren.
John Keats Gedicht La Belle Dame sans Merci (1819) und Friedrich de La Motte Fouqués Undine (1811) handeln von verführerischen Waldgeistern, die Männer mit ihrer trügerisch unschuldigen Anziehungskraft locken. Das Bild der verführerischen, tödlichen, weiblichen Mischwesen findet sich, in Gestalt der Meerjungfrau, ebenfalls in der bildenden Kunst bei Edward Burne-Jones The Depths of the Sea (1886), John William Waterhouse A Mermaid (1900) und Isobel Lilian Gloag The knight and the mermaid oder The Kiss of the Enchantress (um 1890), inspiriert durch John Keats Gedicht Lamia. Auch von Waterhouse stammt das Gemälde Lamia (1909). In seinem Gedicht Lamia von 1819 greift Keats eine antike Sage von einer Schlange auf, die zeitweise in eine schöne Frau verwandelt wurde. Der Lilith-Mythos findet sich auch in den Gemälden von Dante Gabriel Rossetti (Lady Lilith, 1868) und Kenyon Cox (Lilith, 1892) sowie in den literarischen Werken von Robert Browning (Adam, Lilith and Eve, 1883), George MacDonald (Lilith, 1895) und Dante Gabriel Rossetti (Lilith oder Body’s Beauty, 1868).

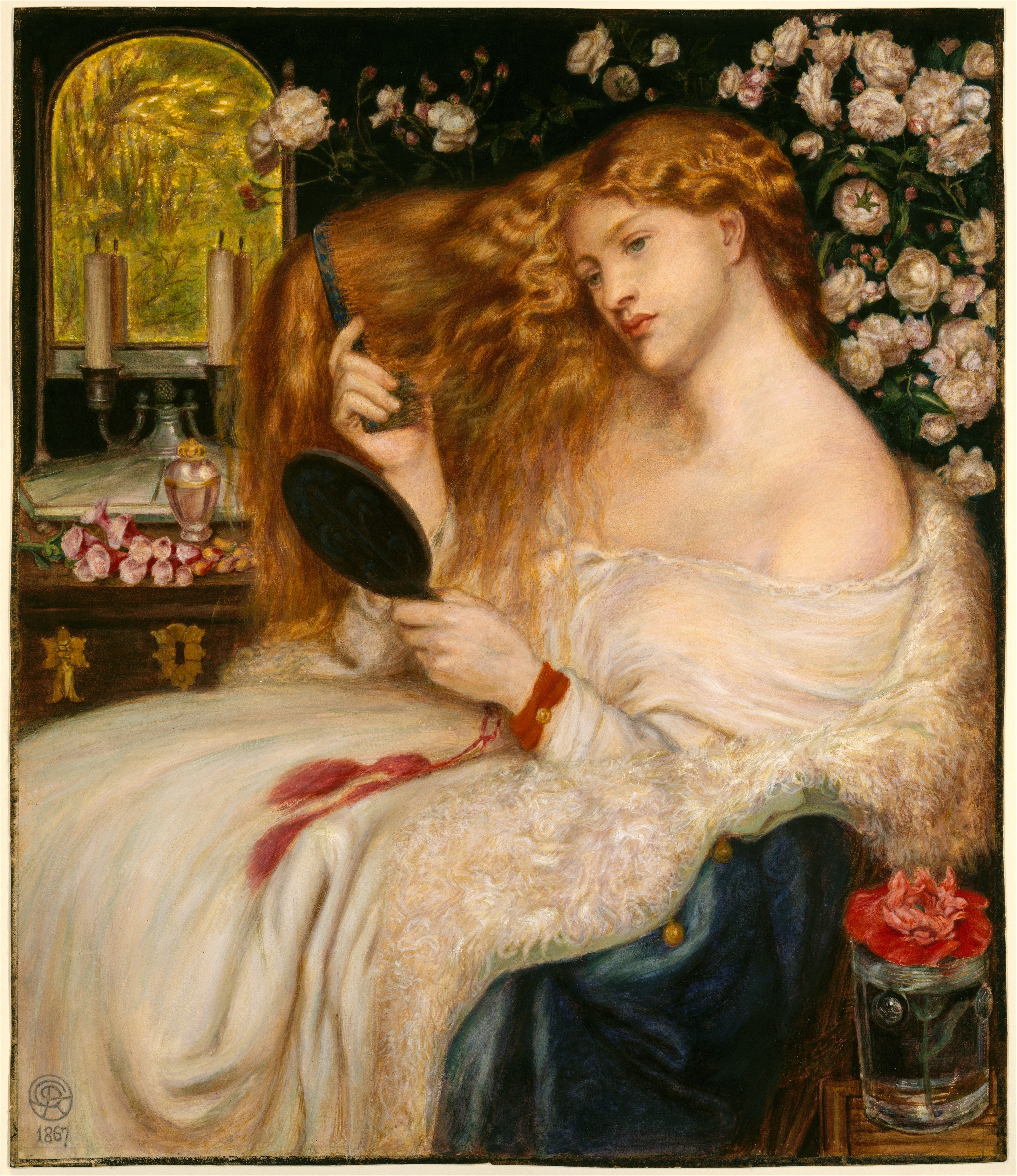
Lady Lilith, 1868
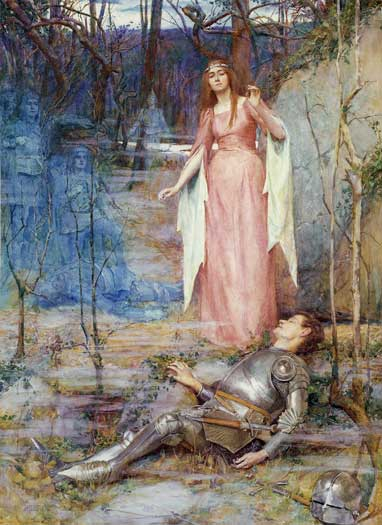
La Belle Dame sans Merci, 1901
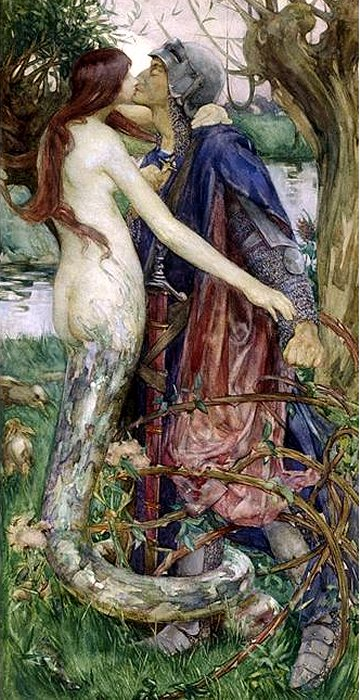
The knight and the mermaid, um 1890
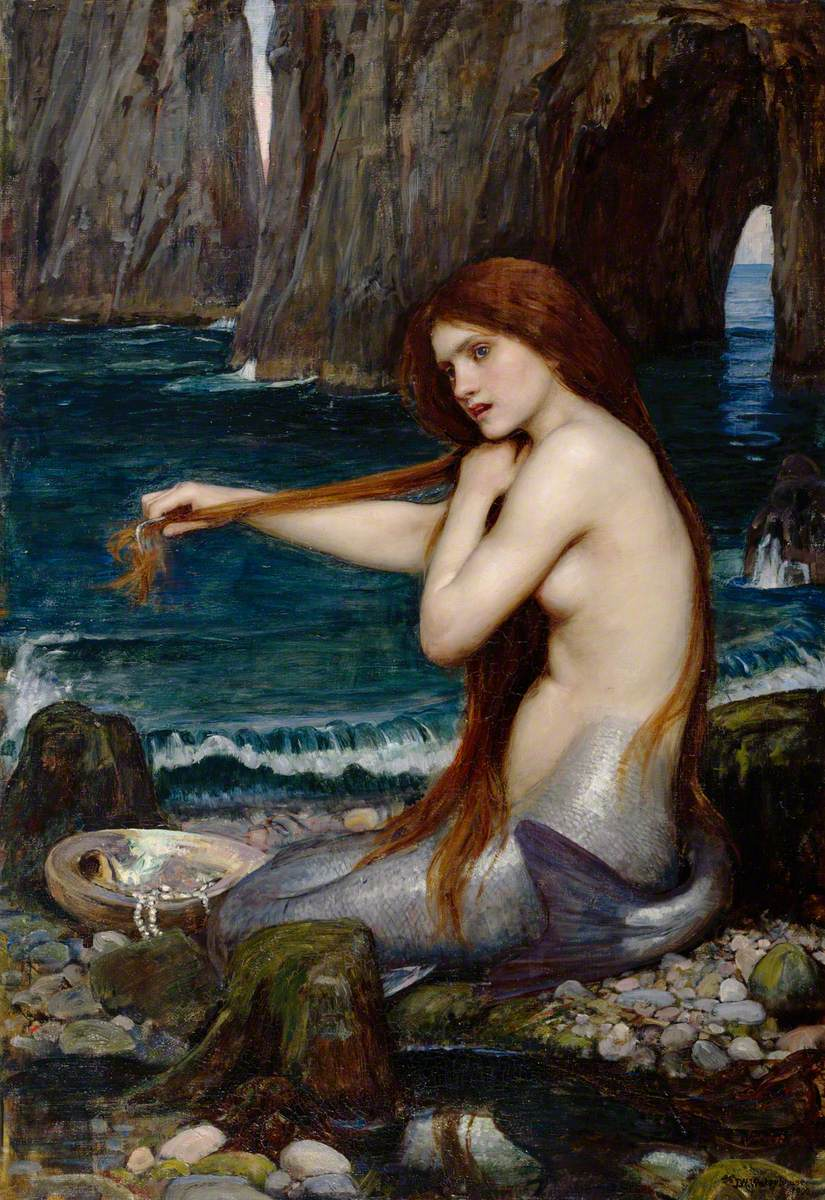
A Mermaid, 1900
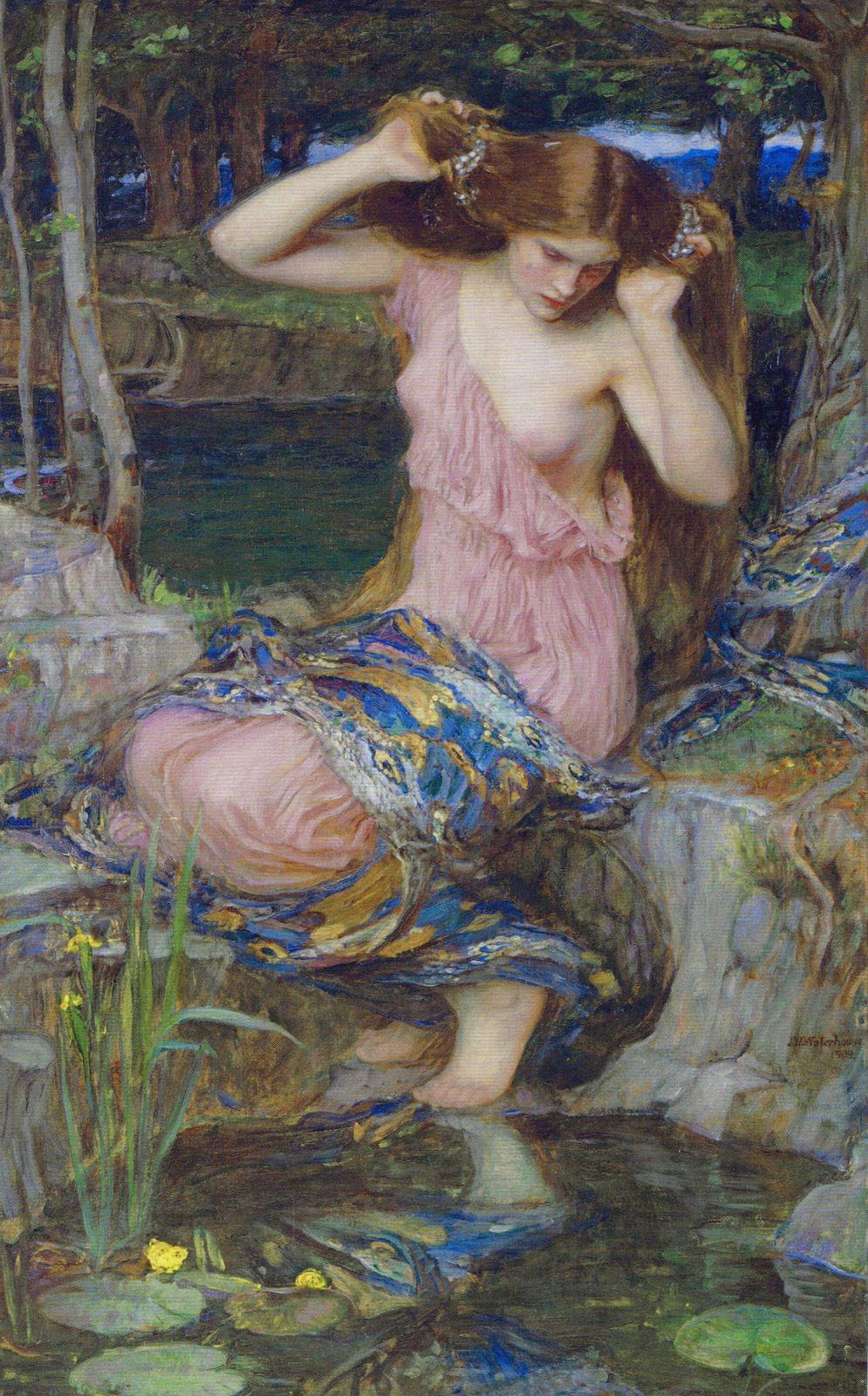
Lamia, 1909